# شپ مسینگ
شپ مسینگ (انگلیسی: Shep Messing؛ زادهٔ ۹ اکتبر ۱۹۴۹) بازیکن و مربی فوتبال اهل ایالات متحده آمریکا بود.
وی به‌همراه تیم ملی فوتبال ایالات متحده آمریکا در بازی‌های المپیک تابستانی ۱۹۷۲ شرکت کرده‌است.